# Wojciech Wielądko
Wojciech Wincenty Wielądko, krypt.: W. W. herbu Nałęcz (ur. 1744 lub 1749 na Ukrainie, zm. 30 listopada 1822 w Warszawie) – heraldyk, historyk, poeta, dramatopisarz, tłumacz, edytor „wydań” rękopiśmiennych, leksykograf i autor książki kucharskiej. Zapis nazwiska również jako na Wielądkach Wielądek.

## Życiorys
Był synem Józefa, stolnika kijowskiego. Pierwsze nauki pobierał w szkołach jezuickich. Po ich ukończeniu pracował w kancelarii A.S. Młodziejowskiego, kanclerza wielkiego koronnego. W tym czasie opanował biegle 3 języki obce: francuski, niemiecki i włoski, a korzystając z dostępu do archiwum koronnego rozpoczął studia historyczne. W marcu roku 1780, po śmierci Młodziejowskiego, wiódł życie „chudego literata”. W tym okresie tłumaczył książki, pisał wiersze i sztuki teatralne. Ponadto sam i przy współpracy innych osób, sporządzał i rozpowszechniał wydania rękopiśmienne utworów popularnych wówczas poetów, wierszy politycznych. W czasie Sejmu Czteroletniego w jego domu przy ul. Nowolipie 2423 istniała kuźnia paszkwilów. Zajmował się także studiami w zakresie historii, heraldyki i leksykografii.

## Twórczość

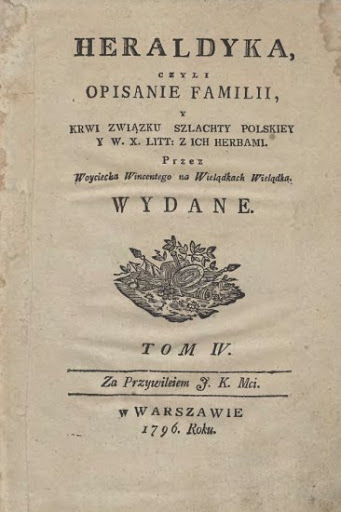
"Heraldyka"z 1796

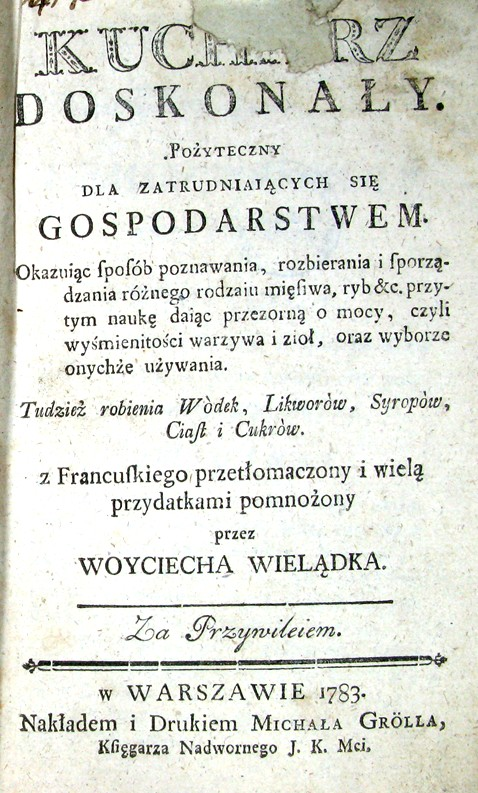
"Kucharz doskonały" wyd. 1783

Jako heraldyk znany jest z dzieła Heraldyka szlachty polskiej (1794–1798), oraz różnych mniejszych prac pisanych na zamówienie poszczególnych rodzin. Jest również autorem wydanego po raz pierwszy w 1783 roku dzieła pt. Kucharz doskonały, niezwykle popularnej i wielokrotnie wznawianej książki kucharskiej. Książka Wielądka była tłumaczeniem francuskiej Cuisinière bourgeoise Menona. Wbrew powtarzanej czasem opinii Adam Mickiewicz w Panu Tadeuszu miał na myśli nie dzieło Wielądka (którego tytułem się posługiwał), ale wcześniejsze o sto lat Compendium ferculorum (o czym świadczy przypis poety w Panu Tadeuszu). Choć Wielądko znał dzieło Czernieckiego, z którego korzystał przy redakcji swojego słownika terminów kulinarnych, to Kucharz doskonały nie zawiera żadnych receptur z Compendium ferculorum i opisuje popularną wówczas kuchnię francuską. Przetrwała również jego inna praca, Opisanie Mokotowa z dnia 12 Julii roku 1783.

### Ważniejsze utwory
1. Powinszowanie w dniu imienin Wielmożnej Jmci Pani Ludwiki Ryxowej, starościny piaseczyńskiej, przez... ofiarowane dn. 25 sierpnia r. 1786, brak miejsca wydania 1786
2. Duch przeciwieństwa, czyli żona sprzeczna. Komedia w 3 aktach, przez p. Frenois w francuskim języku napisana, a przez... przetłumaczona w r. 1786; rękopisy znajdowały się w Bibliotece Krasińskich sygn. 3312 i Bibliotece Teatrów Warszawskich sygn. 125 – zniszczone w roku 1944, (według Ch.R. Dufresny: L'Esprit de contradiction)
3. Abszytowani oficjerowie (lub: Oficjerowie abszytowani). Komedia w 5 aktach, powst. 1788, wyst. Warszawa 6 listopada 1790; rękopis znajdował się w Bibliotece Teatrów Warszawskich sygn. 317 i Bibliotece Uniwersytetów Warszawskich sygn. 4.5.37, (według Ch.F. Gellert: Die Abgedankten Offiziere)
4. Oda w dzień imienin JW. Jmci Pana Michała Ogińskiego, hetmana wielkiego W. X. Lit. ... przez... ofiarowana d. 29 września 1789, Warszawa 1789
5. Epicedion śp. Jejm. Pani Ludwice Ryxowej, starościnie piaseczyńskiej, zmarłej dnia 14 marca 1794 r., Warszawa 1794, (podpisane krypt.: W. W.)
6. W dzień imienin Najjaśniejszej Najpotężniejszej Monarchini Katarzyny II... przez... dnia 24 Novembris/5 Decembris 1794, Warszawa 1794
7. Wieniec helikoński... Aleksandrowi Wasilewiczowi... Suworowowi, generałowi en chef wojsk wszystkich Najjaśniejszej Imperatorowej... ofiarowany d. 24 Novembris/5 grudnia r. 1794, Warszawa 1794
8. Heraldyka, czyli opisanie herbów, w jakim który jest kształcie, oraz familie rodowitej szlachty polskiej i W.X. Litewskiego z ich herbami. Przy tym: Wsławieni męstwem i odwagą, wytworną nauką, cnotą, gorliwością i innymi zasługami w ojczyźnie dawniejszego i teraźniejszego wieku Polacy t. 1, Warszawa 1792–1794; t. 3, Warszawa 1795; t. 4, Warszawa 1796; t. 5, Warszawa 1798; całość dzieła w t. 1–12 przeszła w rękopisie ze zbiorów W. Platera do Biblioteki Poznańskiego Towarzystwa Przyjaciół Nauk; notaty rękopiśmienne i materiały w Archiwum Głównym Akt Dawnych (zbiory rewindykowane w roku 1958 ze ZSRR); dzieło oparte na herbarzu K. Niesieckiego
9. Radosny odgłos sławy w dzień urodzenia... Monarchini Wielkiej Katarzyny II... wydany d. 1 maja/21 kwietnia r. 1795, Warszawa 1795
10. Figlarna dziewczyna, czyli dowcip w kochaniu. Komedia oryginalna w 3 aktach, Warszawa 1796; wyd. następne Warszawa (około roku 1808)
11. Pustelnik (lub: Lichwiarz z rozpaczy). Komedia oryginalna, wyst. Warszawa 17 kwietnia 1796
12. Parafianka. Utwór dramatyczny, powst. przed rokiem 1798, niewydany, inform. list do Stanisława Augusta (zobacz Listy poz. 4)
13. Epithalamion z okoliczności zaślubienia się JW. Piotra Biszpinka z JW. Józefą Kicką, powst. przed rokiem 1801, brak miejsca i roku wydania
14. Epicedion śp. J. Wielmożnemu Maciejowi Sobolewskiemu... dnia 2go miesiąca lipca 1804 r. zmarłemu, Warszawa 1804, (podpisane krypt.: W. W.)
15. Oda do Jaśnie Oświeconego Książęcia Jmci Konstantego Czartoryskiego... z okoliczności szczęśliwego rozwiązania Jaśnie Oświeconej Księżnej Jmości Angeli z Książąt Radziwiłłów Czartoryskiej... w miesiącu lipcu 1804, Warszawa 1804
16. Gustaw Adolf król szwedzki. Komedia, powst. 1805, niewydana, (inform. Estreicher IV, 1966, 374)
17. Epicedion, czyli wiersz żałobny śp. Jaśnie W. Magdalenie z Sołtyków Straszowej... zmarłej dnia 25 maja 1808 r., Warszawa 1808
18. Zbiór historii polskiej, czyli znakomite przypadki za panowania Augusta II, Augusta III i Stanisława Augusta... (do r. 1792) t. 1–7, niewydany; Diariusz do panowania Sasów do 1763, dat. 1808, rękopisy: Biblioteka Narodowa (BOZ sygn. 824 – autograf), Biblioteka Akademii Nauk USRR (Archiwum Chreptowiczów sygn. I 6040 – I 6042) – Dzieje polskie, czyli przypadki znaczniejsze od czasów interregnum po śmierci Augusta III za panowania... Stanisława Augusta t. 1–3 (dot. lat 1763–1773); rękopis: Ossolineum sygn. 162-164/II; także t. 4–5 (lata 1773–1779); rękopisy: Lw. Państw. Nauk. Bibl. (Zbiory Ossolineum sygn. 94/115, 95/116), Biblioteka Jagiellońska sygn. 6218 III, Biblioteka PAN Kraków sygn. 1152; także t. 1–3 (lata 1764–1772); rękopis: Biblioteka Jagiellońska sygn. 6093 I; także t. 4–7 (lata 1772–1792); rękopis: Lw. Państw. Nauk. Bibl. (Zbiory Baworowskich sygn. 1295/I)
19. Epicedion, czyli wiersz żałobny na śmierć Jaśnie Oświeconej Marty z Trembickich Radziwiłłowej, krajczyny W. X. Lit. dnia 13 września 1812 r. zmarłej, Warszawa 1812, (podpisane krypt.: W. W.)
20. Głos prawdy w dzień imienin Jaśnie Oświeconego Książęcia Jmci Michała Hieronima Radziwiłła, wojewody b. wileńskiego... dnia 29 września 1813 r. wydany[2], brak miejsca wydania 1813.

Wielądko wydawał ponadto pisma ulotne wierszem i prozą, „Zastosowane do żywiej obchodzących zdarzeń społeczność krajową, które jako bezimiennie drukowane dziś trudne do wyliczenia” (K.W. Wójcicki, s. 108).
Wiele jego wierszy zostało w rękopisach, m.in. w Bibliotece PAN w Gdańsku sygn. N 1 38 (autografy z lat: 1786, 1790–1791), Archiwum Główne Akt Dawnych – Archiwum Wilanowskie sygn. 204, 221 (do I. Potockiego z lat 1789–1790 oraz do S.K. Potockiego z roku 1814).
Ponadto w rękopisie miał także pozostać nieukończony słownik łacińsko-niemiecko-francusko-włosko-polski.

### Przekłady
1. Kucharz doskonały, pożyteczny dla zatrudniających się gospodarstwem... z francuskiego przetłumaczony i wielą przydatkami pomnożony, Warszawa 1783[3]; wyd. następne: Warszawa 1786[4]; t. 1–2, Warszawa 1800; t. 1–2, Warszawa 1808[5][6]; t. 1–2, Warszawa 1812[7].

### Prace edytorskie (rękopiśmienne)
1. Dzieło, czyli rymopis sławnego w tym wieku poety JW. Trembeckiego... zebrany r. 1785 w W-wie, rękopis: Biblioteka Czartoryskich sygn. 1894; także: ... zebrany r. 1786 w W-wie, rękopis: Lw. Państw. Nauk. Bibl. (Zbiory Baworowskich sygn. 448); także: ... zebrany r. 1787, rękopis jak wyżej sygn. 447 i Biblioteka Narodowa (BOZ sygn. 1012); w ostatnim zbiorze Wielądko jest tylko jednym z kilku kopistów; „edytora” pozycji tej i następnych wskazał E. Rabowicz
2. Dzieło Kajetana Węgierskiego, sławnego w tym wieku poety, w różnych materiach zebrane r. 1787, rękopis: Biblioteka Narodowa (BOZ sygn. 1013); także rękopis: Biblioteka Narodowa nr akc. 5399
3. Miscellanea, czyli pisma ciekawe w różnych materiach zebrane r. 1787, rękopis: Archiwum Główne Akt Dawnych (Zbiór Popielów sygn. 237); tu Wielądko jest tylko jednym z kilku kopistów
4. Wiersze swawolne dla rozrywki, a nie dla zgorszenia zebrane r. 1787, rękopis: Ossolineum sygn. 879/I, (poz. mylnie przypisywana W. Mierowi)
5. Wiersze i satyry okolicznościowe r. 1789, rękopis: Biblioteka Kórnicka sygn. 507
6. Wiersze ciekawe i zabawne od początku sejmu agitującego się w Warszawie w r. 1789 i 1790 zbierane, rękopis: Biblioteka Jagiellońska sygn. 3736
7. Zagadki i odpowiedzi na nie r. 1790, rękopis: Biblioteka PAN w Gdańsku sygn. 1550
8. Wybór pism ciekawych za panowania Stanisława Augusta... wydanych, dla ciekawości potomnym czasom zebrany t. 1–25, rękopis: Biblioteka Krasińskich sygn. 3875-3889 – zniszczony w roku 1944; zawierał: listy, manifesty, akty publiczne ułożone w porządku chronologicznym, dot. lat 1764–1772.

### Listy
1. Korespondencja z osobami, dla których Wielądko opracowywał rodowody w Heraldyce... lub którym oferował swoje opracowanie; rękopis: Archiwum Główne Akt Dawnych (zbiory rewindykowane w roku 1958 ze ZSRR)
2. Do Radziwiłłów 4 listy, rękopis jak wyżej (Archiwum Radziwiłłów dz. V, teka 426, nr 17262)
3. Do F. Ryxa, rękopis jak wyżej (Archiwum Jabłonny sygn. A 39)
4. Do Stanisława Augusta, rękopis jak wyżej (Archiwum Kameralne nr 1600)
5. Listy z 10 marca i 1 lipca 1798, rękopis jak wyżej (Archiwum Tyzenhauzów G. 555, k. 1-2
6. Do T. Życkiego z 26 grudnia 1798 i do S.B. Lindego z 13 maja 1819, ogł. T. Wierzbowski w: Materiały do dziejów piśmiennictwa polskiego t. 2, Warszawa 1904
7. Do S.K. Potockiego z 15 lutego 1812, rękopis: Archiwum Główne Akt Dawnych (Archiwum Wilanowskie sygn. 268, t. 2).

## Wybrane opracowania dot. twórczości Wielądko
1. (Nekrologi): „Dziennik Wileński” 1822 t. 2, s. 233; „Kurier Warszawski” 1823 nr 83[8]
2. Ł. Gołębiowski: O dziejopisach polskich, ich duchu, zaletach i wadach, Warszawa 1826, s. 202
3. J. Bartoszewicz: Znakomici mężowie polscy w XVIII w. t. 1, Petersburg 1853, s. 298
4. K.W. Wójcicki: Cmentarz Powązkowski p. Warszawą t. 3, Warszawa 1858
5. F.M. Sobieszczański: „Encyklopedia powszechna” Orgelbranda, t. 26 (1867)
6. T. Wierzbowski: Materiały do dziejów piśmiennictwa polskiego t. 2, Warszawa 1904
7. W. Smoleński: Mieszczaństwo warszawskie w końcu w. XVIII, Warszawa 1917
8. W. Konopczyński: Konfederacja barska t. 2, Warszawa 1938
9. W. Dworzaczek: Genealogia polska, Warszawa 1959
10. S. Hrabec, F. Pepłowski: Wiadomości o autorach i dziełach cytowanych w Słowniku... Lindego, Warszawa 1963.